# یوسوکه ایکهاتا
یوسوکه ایکهاتا (انگلیسی: Yōsuke Ikehata؛ زادهٔ ۷ ژوئن ۱۹۷۹) بازیکن فوتبال اهل ژاپن است.
از باشگاه‌هایی که در آن بازی کرده‌است می‌توان به باشگاه فوتبال سانفریس هیروشیما و باشگاه فوتبال توکیو وردی اشاره کرد.